# الاتحاد النسائي (فلم)
الاتحاد النسائي  فيلم دراما للمخرج ناجي أنجلو عام 1984 عن قصة سلوى الرافعي في ظهورها الأول والأخير للكتابة للسينما، كتب السيناريو والحوار رؤوف حلمي. الفيلم من بطولة أحمد مظهر، مديحة كامل، نوال أبو الفتوح، فاطمة مظهر، وداد حمدي، ونور الدمرداش  وتدور الأحداث حول أستاذة علم الذرة الدكتورة منى سالم وصراعها لمنع الرجال من التحيز لجنسهم وتعطيل مسيرة النساء في الحياة العملية.
صدر الفيلم في يناير 1984.
منح موقع قاعدة بيانات الأفلام على الإنترنت (IMDB) الفيلم درجة 6.1/ 10.
منح موقع قاعدة بيانات الأفلام العربية «السينما.كوم» الفيلم درجة 5.5/ 10.

## طاقم التمثيل
أحمد مظهر: في دور اللواء مدير الأمن
مديحة كامل: في دور الدكتورة منى سالم (خبيرة الذرة)
نوال أبو الفتوح: في دور كريمة (موظفة وزوجة بسيوني)
فاطمة مظهر: في دور نادية (زوجة العميد رأفت)
وداد حمدي: في دور أم سيد (عاملة النظافة وزوجة زكريا)
نور الدمرداش: في دور الدكتور قدري حنفي (أستاذ الفلسفة وزوج الدكتورة منى)
حسين الشربيني: في دور رأفت الميهي (عميد الشرطة)   
محمود القلعاوي: في دور بسيوني عبد السلام (وكيل محامي)
محمود التوني: في دور زكريا (سائق سيارة أجرة)
بالاشتراك مع: رأفت فهيم - كوثر رمزي - ليلى نصر - شفيق الشايب - عبد الهادي أنور - أنجيل آرام - سمير رستم - أنور ناشد - توفيق الكردي - محمد الشرشابي - أحمد رضوان - محمود عامر - حمدي الشريف - وجدي أندراوس - سيد مصطفى - سيد عبد الفتاح - مذيعة التليفزيون/ سهير شلبي - الطفل/ شريف إدريس 

## أحداث الفيلم
تناقش دكتورة علم الذرة منى سالم (مديحة كامل) زوجها أستاذ الفلسفة الدكتور قدري حنفي (نور الدمرداش) موضوع رئاستها لوفد عن علوم الذرة وتخوفها لإسناد الرئاسة لغيرها، وهذا ما يحدث، حيث يتم تنصيب أستاذ في العلوم الزراعية لرئاسة الوفد المصري لكونه رجلاً. تغضب الدكتورة منى وتعقد اجتماع خاص بالسيدات وعلى رأسهم: كريمة (نوال أبو الفتوح) الموظفة وأم الطفلين شريف وفادي، وزوجة بسيوني عبد السلام (محمود القلعاوي)، وأم سيد (وداد حمدي) عاملة النظافة وزوجة سائق سيارة الأجرة بسيوني (محمود القلعاوي) المتزوج من نواعم المقيمة في الإسكندرية، دون علم زوجته أم سيد، كما يحضر اجتماع النساء نادية (فاطمة مظهر) زوجة عميد الشرطة رأفت الميهي (حسين الشربيني) وتصدر الحاضرات قرار بالامتناع عن العمل والبقاء في البيوت. يتم إبلاغ الشرطة باجتماع النساء. يقاطع العميد رأفت الإجتماع ويصطحب الدكتورة منى وأم سيد وكريمة بصحبة طفليها إلى مديرية الأمن، حيث يستجوبهم اللواء مدير الأمن (أحمد مظهر) ويحولهم إلى النيابة، ويتوافد أعضاء وفد لجنة الدفاع عن الحريات من نقابة المحامين إلى مديرية الأمن. يفرج عن السيدات الثلاثة، وتتضامن كل النساء مع حركة الدكتورة منى، فتتغيب بطلة فيلم سينمائي عن التصوير، وتختفي الطبيبات من العيادات والمستشفيات. تختفي التلميذات والطالبات من المدارس والجامعات، كما تختفي مضيفات الطيران وتتأجل الرحلات. يجتمع مدير الأمن مع ضباطه ويكلف العميد رأفت بالبحث والتحري عن الدكتورة منى، بينما غياب السيدات عن الأعمال يضاعف الضغط على الرجال. يلتقي العميد رأفت بالسيدات الثلاثة ويجدهن مصرين على الاستمرار في البقاء في البيوت. يصل التقرير الرسمي لجهاز التنظيم والإدارة يفيد إنخفاض معدلات الإنتاج في جميع الميادين، كما يصل وفد مراقبين يمثل الاتحاد النسائي العالمي لمراقبة ما يحدث، وأيضا المراسلين الدوليين. يجتمع مدير الأمن بالأزواج الثلاثة في محاولة لإقناع النساء بالعودة للعمل وخصوصاً بعد ارتفاع عدد المواليد. يتضامن الرجال مع النساء ويمتنعوا عن الذهاب إلى أعمالهم مما يؤدي إلى توقف كل نواحي وأنشطة الحياة، ويضطر الرجال للاعتراف بأهمية النساء في العمل.

## وصلات خارجية
- مقالات تستعمل روابط فنية بلا صلة مع ويكي بيانات
- الاتحاد النسائي على موقع الدهليز

https://en.kinorium.com/1971575/ الاتحاد النسائي (فيلم)
https://www.csfd.sk/film/742968-al-etehad-al-nessai/hraju/ الاتحاد النسائي (فيلم)